# セニオ・トレアフォア
セニオ・トレアフォア（Senio Toleafoa、1993年8月26日 - ）は、プロD2USONヌヴェール・ラグビーに所属するラグビー選手。

## プロフィール
- オーストラリア・シドニーウエストミード出身[1]。
- ポジションはロック(LO)。
- 身長 197cm、体重 125kg
- U20のサモア代表・オーストラリア代表それぞれ選ばれたことがある[2]。
- サモア代表キャップは4(2021年9月現在）でラグビーワールドカップ2019のサモア代表に選ばれた[3]。

## 略歴
ウエストハーバー、ウエスタンシドニーラムズ、ワラターズ、USONヌヴェール、USダクスを経て、2021年、ノースハーバーに加入。
2022年、USONヌヴェールに復帰。